# Joris Teepe

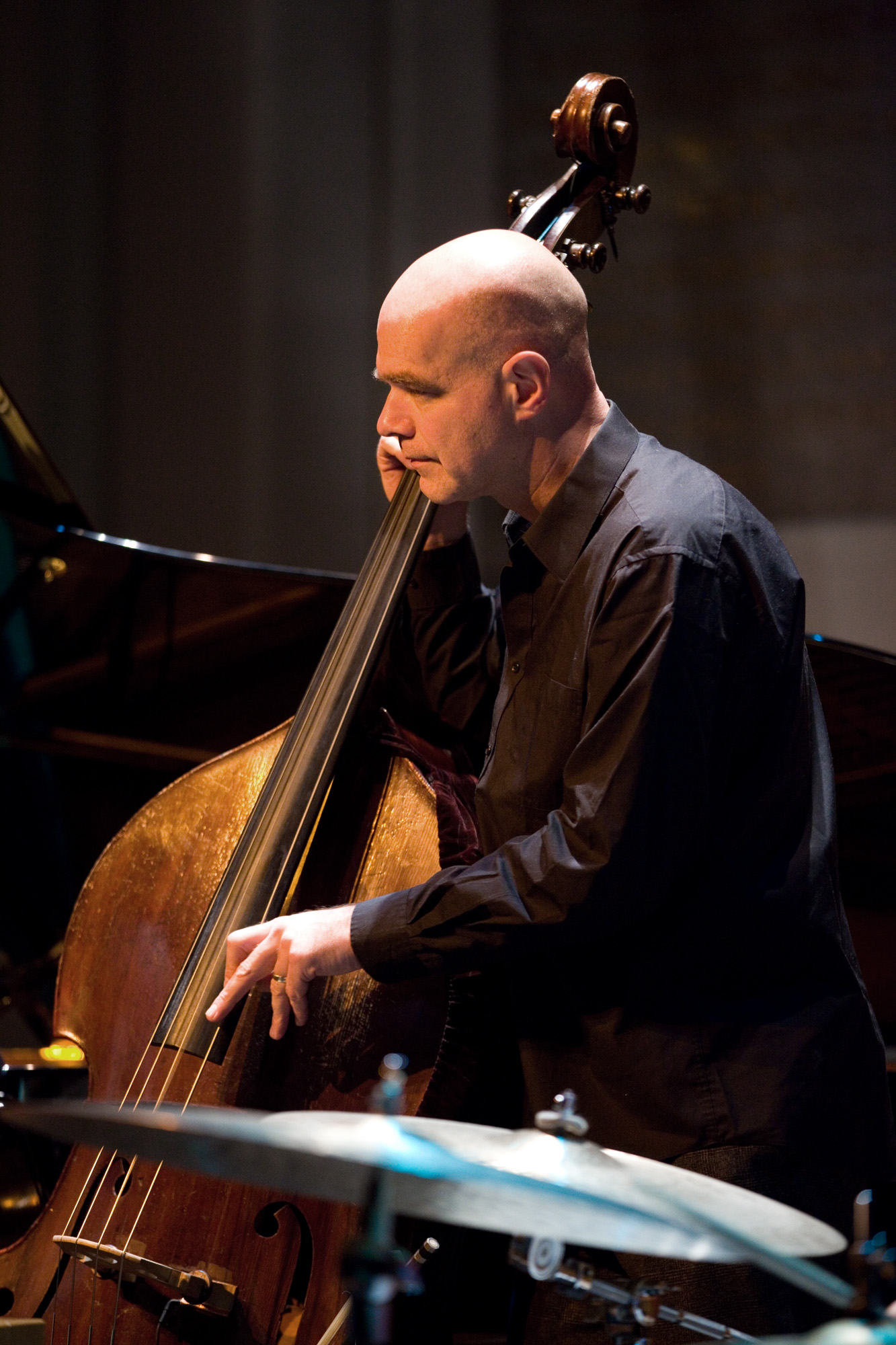
Joris Teepe

Joris Teepe (* 1962) ist ein niederländischer, zeitweise in den Vereinigten Staaten lebender Jazzmusiker (Kontrabass, Komposition) und Hochschullehrer.

## Leben und Wirken
Teepe war ab den 1980er-Jahren in der niederländischen Jazzszene aktiv; erste Aufnahmen entstanden 1990 mit dem Bram Wynands Trio (Easy to Love). 1992 zog er nach New York City, wo er Unterricht bei Ron Carter hatte. In den folgenden Jahren leitete er mit Don Braden ein gemeinsames Quintett (dazu Tom Harrell, Cyrus Chestnut und Carl Allen), mit dem er 1994 das Album Pay As You Earn einspielte. Im Bereich des Jazz war er zwischen 1990 und 2016 an 39 Aufnahmesessions beteiligt, u. a. mit Deborah Brown, Antonio Ciacca, Fay Claassen, Maximilian Geller, Barend Middelhoff, Shingo Okudaira, Lewis Porter, Jeanfrançois Prins und Jason Seizer.
Seit 2001 gehörte er neun Jahre lang zum Quintett von Rashied Ali. Des Weiteren arbeitete er mit Musikern wie Benny Golson, Sonny Fortune, Billy Hart und Randy Brecker. Unter eigenem Namen nahm Teepe eine Reihe von Alben auf. Daneben betätigte er sich als Komponist, Musikproduzent und Hochschullehrer; er leitet die Jazzabteilung am Prins Claus Conservatorium in Groningen und war zuvor Professor am Queens College.
2004 wurde Joris Teepe auf dem North Sea Jazz Festival für den Bird Award in der Kategorie Artist deserving wider recognition nominiert.

## Diskographische Hinweise
- Bottom Line (Mons Records, 1995), mit Tom Harrell, Noah Bless, Don Braden, Darrell Grant, Carl Allen
- For Adults Only (Post Cards, 1998), mit Chris Potter, Don Braden, David Hazeltine, Bruce Cox
- Joris Teepe & the New York Comes to Groningen Ensemble (Plant Arts, 2004)
- Going Dutch (Twinz, 2005), mit Randy Brecker, Don Braden, George Colligan, Gene Jackson
- The Intercontinental Jazz Trio: Live at the Bimhuis (Via, 2012), mit Tim Armacost, Shingo Okudaira
- Workaholic (Unseen Rain, 2014), mit Josh Evans, Adam Kolker, Jon Davis, Mike Clark
- Joris Teepe & Don Braden: Conversations (Creative Perspective Music, 2016)
- In the Spirit of Rashied Ali (Jazz Tribes, 2018)